# Nonndorf (Gemeinde Waidhofen an der Thaya-Land)
Nonndorf (auch "Nonndorf bei Grünau") ist eine Ortschaft und eine Katastralgemeinde der Gemeinde Waidhofen an der Thaya-Land im Bezirk Waidhofen an der Thaya im niederösterreichischen Waldviertel mit 82 Einwohnern (Stand 1. Jänner 2024).

## Geografie
Das Dorf befindet sich südwestlich von Waidhofen und wird von der Zwettler Straße durchquert. Der Ort entwässert über einen Zubringer in den Großen Radlbach. Am 1. April 2020 umfasste die Ortschaft 34 Adressen.

## Geschichte
Der 1311 erstmals urkundlich genannte Ort wurde damals mit Neundorf bezeichnet, was als „neues Dorf“ gedeutet wird. Er gehörte zur Pfarre Windigsteig. Im Februar und im März 1768 bebte die Erde derart stark, dass sogar die Glocken im Pfarrhof in Vitis zu läuten begannen.
Im Jahr 1822 wurde der Ort als Dorf mit 21 Häusern genannt, das nach Windigsteig eingepfarrt war, wohin auch die Kinder eingeschult wurden. Die Herrschaft Meyres besaß die Ortsobrigkeit, übte die Landgerichtsbarkeit aus, besorgte die Konskription und hatte die Grundherrschaft inne. Die Ortsgemeinde Nonndorf, bestehend aus den Katastralgemeinden Nonndorf, Grünau und Edengans konstituierte sich im Jahr 1893. Laut Adressbuch von Österreich waren im Jahr 1938 in der Ortsgemeinde Nonndorf ein Gastwirt, ein Schmied und ein Landwirt mit Ab-Hof-Verkauf ansässig. Im Jahr 1970 schloss sich Nonndorf mit den umliegenden Orten zur Gemeinde Waidhofen an der Thaya-Land zusammen.